# Baichung Bhutia
Baichung Bhutia, född 15 december 1976 i Tinkitam, är en indisk före detta fotbollsspelare.
Bhutia är en av Indiens mest framstående fotbollsspelare genom tiderna och har bland annat blivit utsedd till "Indiens bästa spelare" vid tre tillfällen. I.M. Vijayan har även kallat Bhutia för "Guds gåva till den indiska fotbollen".
När Bhutia skrev på för engelska Bury 1999 blev han den första professionella indiska fotbollsspelaren i Europa.
För Indiens landslag gjorde Bhutia 107 landskamper och 43 mål, vilket gör honom till Indiens meste landslagsspelare. Han var med och vann AFC Challenge Cup samt SAFF-mästerskapen tre gånger.